# Itapura (kommun)
Itapura är en kommun i Brasilien.   Den ligger i delstaten São Paulo, i den södra delen av landet, 600 km sydväst om huvudstaden Brasília. Antalet invånare är 4 360.
Följande samhällen finns i Itapura:
- Itapura

Omgivningarna runt Itapura är en mosaik av jordbruksmark och naturlig växtlighet. Runt Itapura är det ganska glesbefolkat, med 31 invånare per kvadratkilometer.